# سكوت هاملتون (عازف جاز)
سكوت هاميلتون (بالإنجليزية: Scott Hamilton)‏ هو عازف جاز أمريكي، ولد في 12 سبتمبر 1954 في بروفيدنس في الولايات المتحدة.

## وصلات خارجية
- سكوت هاميلتون على موقع ميوزك برينز (الإنجليزية)
- سكوت هاميلتون على موقع أول ميوزيك (الإنجليزية)
- سكوت هاميلتون على موقع ديسكوغز (الإنجليزية)